# Niviventer brahma
Niviventer brahma  (Thomas, 1914) è un roditore della famiglia dei Muridi, diffuso nel Subcontinente indiano, in Cina ed in Indocina.

## Descrizione

### Dimensioni
Roditore di piccole dimensioni, con lunghezza della testa e del corpo tra 135 e 145 mm, la lunghezza della coda tra 200 e 225 mm, la lunghezza del piede tra 28 e 33 mm e la lunghezza delle orecchie tra 20 e 25 mm.

### Aspetto
La pelliccia è densa, soffice e priva di peli spinosi. Il colore delle parti superiori varia dall'arancione-brunastro brillante al bruno-giallastro, cosparso di lunghi peli neri, mentre le parti ventrali sono grigie con una striscia bruno-giallastra al centro del petto. La linea di demarcazione lungo i fianchi è netta. Sono presenti due macchie bruno-nerastre che si estendono dalla punta del naso fin dietro le orecchie, che sono marroni scure e ricoperte di piccoli peli. I piedi sono lunghi e sottili. Il dorso delle zampe è grigio-brunastro, mentre le dita sono marroni chiare. La coda è lunga circa una volta e mezzo la testa ed il corpo, è brunastra sopra, più chiara sotto e termina con un ciuffo di peli. Le femmine hanno un paio di mammelle pettorali, un paio post-ascellari e un paio inguinali.

## Biologia

### Comportamento
È una specie notturna e terricola.

## Distribuzione e habitat
Questa specie è diffusa negli stato indiano dell'Arunachal Pradesh, nel Myanmar settentrionale e nella provincia cinese dello Yunnan.
Vive nelle foreste montane di conifere e decidue umide, nelle foreste tropicali e temperate tra i 2.000 e 2.800 metri di altitudine. Probabilmente occupa anche le foreste secondarie, sebbene non sia presente al di fuori dell'ambiente forestale.

## Conservazione
La IUCN Red List, considerato il vasto areale e la popolazione numerosa, classifica M.brahma come specie a rischio minimo (Least Concern).